# Kruszynek (stacja kolejowa)
Kruszynek – zamknięta w 1976 roku i zlikwidowana w 2008 roku stacja kolejowa, a dawniej przystanek osobowy w Kruszynie, w gminie Bolesławiec, w powiecie bolesławieckim, w województwie dolnośląskim, w Polsce. Została otwarta w 1930 roku przez BuK.